# アニエロ・デラクローチェ
アニエロ・デラクローチェ(Aniello John Dellacroce, 1914年3月15日 - 1985年12月2日)はニューヨークのガンビーノ一家の幹部。 通称<ニール Niel>、<帽子 The Hat>、<背の高いヤツ The Tall Guy>、<ポーラック Polack>（ポーランド人の意）など様々。<ポーラック>は、昔ポーランド系の愛人を持っていたことが由来。また、警察やライバルたちを混乱させるためか、人前では『オニール神父』と名乗り、神父の服装をして町を歩いていた。
シチリア・ヴェネト州出身。アメリカに移住してリトル・イタリーで育ったが、彼の前半生は多くが謎に包まれている。デラクローチェはヴィンセント・マンガーノが率いていた殺人株式会社（マーダー・インク）のメンバーだったという話もある。1957年にカルロ・ガンビーノがアルバート・アナスタシア暗殺後のアナスタシア一家を支配下に置いた後に出世した、ということは判っている。1970年にジョー・ビオンドが引退すると、彼の後を継いでアンダーボスに就任。
ガンビーノ一家きっての武闘派であり、ジョン・ゴッティ等の屈強な兵隊を部下にもっていた。カルロ・ガンビーノ政権時から最もボスに近いとされてきたが、結局アンダーボスより上にいくことはなかった。
1975年に亡くなったカルロ・ガンビーノは自分の後継者として組織のナンバー2と目されていたデラクローチェではなく血縁関係にあったポール・カステラーノを指名した。ガンビーノが亡くなってから1ヵ月後それまでしばらく脱税の容疑で収監されていたデラクローチェが出所、デラクローチェと一家の幹部で会議が行われた。その気になれば、デラクローチェはガンビーノ一家の中でも抜群の人気があったため、ガンビーノの指名を無視して投票に持ち込めば自らボスになれたかもしれないがデラクローチェはガンビーノの望みを尊重し素直に従った。このことに1番ショックだったのはゴッティたちデラクローチェの部下だった。カステラーノは以前から麻薬取引に積極的だったゴッティやアンジェロ・ルッジェーロらを嫌っていたと言われている。しかし、そのことが原因で今まで派閥抗争と比較的縁がなかったガンビーノ一家に、ポール派とニール派の2つの派閥を作り出すことになってしまう。ポールもニールのことを恐れてか、ボス就任後も本来は御法度とされているニールの麻薬ビジネスを黙認していた。
1985年12月2日、デラクローチェは肺癌でこの世を去る。彼の死による粛清を恐れたゴッティらによるカステラーノの暗殺はその2週間後のことであった。カステラーノがデラクローチェを見舞いに行かず、葬儀にも出席しなかった（当時カステラーノは他のファミリーのボスたちとともに起訴されており、衆目を避ける必要があった）ことがゴッティを怒らせたとも伝えられるが、デラクローチェはゴッティに、『お前にボスは殺せない』と自身の命取りにもなりかねない暗殺に反対していたという。ニューヨークのセント・ジョーンズ墓地に埋葬されている。
また、ニューヨーク市警のマフィア専門家として著名な元刑事ラルフ・サレルノによれば、数多くのマフィアを相手にしてきた彼をして、カーマイン・ギャランテと共にデラクローチェの目付きには背筋が寒くなったと言わしめた。
1996年のテレビ映画"Gotti"では、アンソニー・クインがデラクローチェを演じた。